# Meade Instruments Corporation
Meade Instruments Corporation è stata un'azienda statunitense (dal 2013 di proprietà cinese) con sede a Irvine (California) che costruiva, importava e distribuiva telescopi, binocoli, microscopi, camere CCD e accessori per telescopi (prismi, oculari, treppiedi, montature equatoriali, ecc.). L'azienda era stata fondata nel 1972 da John Diebel e nel 2010 era la più grossa azienda a livello mondiale nella produzione di telescopi. Nel 2019 viene dichiarata la bancarotta. Nel giugno 2021 viene rilevata da Optronic Technologies. Nel luglio 2024 viene prospettata una nuova chiusura dell'azienda e a fine anno il sito web Sky & Telescope annunciò che le attività di Meade, Coronado e Orion sarebbero state messe all'asta e che queste società avrebbero cessato le operazioni.

## Storia
Fondata nel 1972 da John Diebel, la Meade iniziò a vendere per corrispondenza piccoli telescopi rifrattori e accessori per telescopi prodotti dall'azienda giapponese Towa Optical Manufacturing Company. La Meade iniziò poi a produrre la propria linea di prodotti nel 1976, introducendo modelli di telescopi riflettori da 6 e da 8 pollici, commercializzati l'anno seguente, nel 1977. Nel 1980 l'azienda avviò la produzione degli Schmidt-Cassegrain, mercato fino a quel momento dominato dalla Celestron. Proprio in quegli anni si accese una grossa rivalità con la Celestron, anche a seguito di accuse di plagio dei propri brevetti, e nel 2003 la Meade tentò di rilevare la Celestron, entrata in crisi, ma il marchio venne acquisito nel 2005 da Synta Technology Corporation, altra azienda del settore che da poco aveva lanciato sul mercato il brand Sky-Watcher. Nel 2008 un ex dipendente, uscito dalla Meade, fondò un ulteriore marchio nel campo dei telescopi, l'Explore Scientific.
I luoghi di produzione dell'azienda in passato erano situati a Irvine, in California, mentre dal 2009 la produzione è stata spostata in un più grande impianto a Tijuana, in Messico.
Nell'ottobre 2013 Meade Instruments si è fusa con Ningbo Sunny Electronic Co., Ltd, un'azienda cinese.
Il 4 dicembre 2019 viene dichiarata la bancarotta.
Il 4 giugno 2021 viene rilevata da Optronic Technologies.
Il 9 luglio 2024 Optronic chiude gli uffici di Watsonville (California) e viene prospettata una nuova bancarotta.

## Prodotti
Nell'agosto 2008, Meade rinnovò la propria linea di telescopi Schmidt-Cassegrain con modifiche alle superfici ottiche nel design chiamate "Advanced Coma-Free optics" (ACF Optics), con lo scopo di ridurre al minimo l'aberrazione ottica tipica dei telescopi riflettori chiamata coma. Un altro trattamento della Meade ai suoi telescopi è il sistema antiriflesso denominato UHTC, un trattamento dielettrico che migliora la luminosità dell'ottica a parità di diametro, rendendo tali strumenti migliori soprattutto per l'astrofotografia.
La Meade Instruments Corporation utilizza anche il marchio Coronado per i telescopi solari.